# Heinrich Mohr (Germanist)
Heinrich Mohr (* 16. Juli 1938 in Mannheim; † 22. Mai 2017) war ein deutscher Literaturwissenschaftler.

## Leben
Er studierte Deutsch, Geschichte, Politik und Philosophie. Nach der Promotion zum Dr. phil. 1966 in Freiburg im Breisgau lehrte er von 1974 bis 2003 an der Universität Osnabrück. Er war Gründungsmitglied der Erich Maria Remarque Gesellschaft.
Seine Forschungsschwerpunkte waren Goethezeit; Literatur und Gesellschaft in der DDR und Gegenwartsliteratur.

## Schriften (Auswahl)
- Wilhelm Heinse. Das erotisch-religiöse Weltbild und seine naturphilosophischen Grundlagen. München 1971, OCLC 1333404894.
- mit Paul Gerhard Klussmann (Hrsg.): Literatur im geteilten Deutschland. Bonn 1980, ISBN 3-416-01572-X.